# Ogólnopolski Festiwal Piosenki Żeglarskiej „Zęza”
Ogólnopolski Festiwal Piosenki Żeglarskiej „Zęza” – coroczna impreza szantowa organizowana na początku maja w Łaziskach Górnych z inicjatywy zespołu Banana Boat oraz Miejskiego Domu Kultury w Łaziskach Górnych pod kierownictwem Ewy Moćko. Pierwsza edycja festiwalu odbyła się w 2002 roku.
W ciągu lat imprezę swoimi występami uświetnili wszyscy czołowi przedstawiciele polskiej muzyki szantowej i folkowej. Grali tu m.in. Ryczące Dwudziestki, EKT-Gdynia, Zejman & Garkumpel, Perły i Łotry, Psia Wachta, Cztery Refy, Kochankowie Sally Brown i wielu innych. Rokrocznie w trakcie festiwalu odbywa się również konkurs młodych wykonawców. Zwycięska konkursu oraz laureat nagrody Jury otrzymuje przywilej występu podczas festiwalu Shanties w Krakowie.
Prócz występów muzycznych festiwalowi towarzyszą liczne imprezy przybliżające kulturę morza: odczyty, prezentacje oraz połączone z pokazami zdjęć relacje z rejsów.
Festiwal nie istnieje – ostatnia edycja odbyła się w 2008 roku.